# Cyanallagma ferenigrum
Cyanallagma ferenigrum là một loài chuồn chuồn kim trong họ Coenagrionidae.
Loài này được xếp vào nhóm loài thiếu dữ liệu trong sách Đỏ của IUCN năm 2007.
Cyanallagma ferenigrum được De Marmels miêu tả khoa học năm 2003.